# Communauté de communes Loire-Divatte
La communauté de communes Loire-Divatte est une ancienne intercommunalité française, située dans le département de la Loire-Atlantique (région Pays de la Loire). Cette communauté de communes tire son nom de la situation géographique de son territoire, qui s'étend le long de la Loire en amont de l'agglomération nantaise jusqu'à la limite d'un petit affluent, la Divatte, délimitant les départements de la Loire-Atlantique et de Maine-et-Loire. Elle est dissoute le 31 décembre 2016.

## Composition
La communauté de communes Loire-Divatte se composait de cinq communes :
| Nom                       | Code Insee | Gentilé      | Superficie (km2) | Population (dernière pop. légale) | Densité (hab./km2) |
| ------------------------- | ---------- | ------------ | ---------------- | --------------------------------- | ------------------ |
| Divatte-sur-Loire (siège) | 44029      | Divattais    | 33,90            | 6 664 (2014)                      | 197                |
| Le Landreau               | 44079      | Landréens    | 23,98            | 2 952 (2014)                      | 123                |
| Le Loroux-Bottereau       | 44084      | Lorousains   | 45,31            | 8 058 (2014)                      | 178                |
| La Remaudière             | 44141      | Remaudièrois | 12,98            | 1 263 (2014)                      | 97                 |
| Saint-Julien-de-Concelles | 44169      | Concellois   | 31,74            | 6 807 (2014)                      | 214                |

## Démographie
| 2010   | 2012   |
| ------ | ------ |
| 24 367 | 25 034 |

## Historique
Depuis le début des années 2010, les élus locaux du Pays du Vignoble nantais envisageaient la fusion de leurs 4 communautés de communes (celle de Loire-Divatte, celle de Vallet, celle de la vallée de Clisson et celle de Sèvre, Maine et Goulaine) au sein d'une seule intercommunalité regroupant les 28 communes constitutives, dont la mise en place devait être effective au plus tard pour le 1er janvier 2014. Le 27 juin 2013, ce projet de fusion a été rejeté à la suite d'un vote des vingt-huit conseils municipaux concernés.
Cependant, un nouveau projet de fusion est évoqué à l'automne 2014, cette fois-ci pour réunir les six communes de la communauté Loire-Divatte en une seule commune nouvelle qui, avec près de 148 km2, aurait alors été la plus vaste du département. Cependant, cette éventualité ne semble pas faire l'unanimité parmi les élus concernés. Une réflexion sur une fusion de communes limitée seulement à La Chapelle-Basse-Mer et Barbechat est engagée en mars 2015 et a débouché sur la création de la commune de Divatte-sur-Loire à la suite d'un vote émis par les conseils municipaux respectifs, émis le 22 septembre 2015, décision entérinée par l'arrêté préfectoral du 20 octobre 2015.
En 2014, le territoire de la commune de La Remaudière sépare géographiquement La Boissière-du-Doré des cinq autres commune avec lesquelles elle forme la Communauté de communes de Vallet. Ce problème de discontinuité territoriale aurait pu être réglé avec l'adhésion de La Boissière-du-Doré à Loire-Divatte, mais ce processus est compromis par un projet de fusion dévoilé en septembre 2015 entre les communes de communes de Vallet et de La Remaudière.
Ces projets avaient pour but d'abaisser les charges financières liées à la gestion communale et de limiter la baisse des dotations de l'État.
À la suite de l'échec enregistré trois ans auparavant dans la fusion de l'ensemble des Communautés du Vignoble nantais, celles de communes de Vallet et de Loire-Divatte décident néanmoins, le 21 septembre 2016 de fusionner entre elles, afin de créer la communauté de communes Sèvre et Loire au 1er janvier 2017, dont le siège est fixé à Vallet.